# آباسالوتلی
آباسالوتلی (انگلیسی: Abbasalutely) یک آلبوم گردآوری‌شده نیوزیلندی است که در سال ۱۹۹۵ و جهت ادای احترام به ابرگروه سوئدی موسیقی پاپ آبا منتشر شد.

## فهرست ترانه‌ها
فهرست ترانه‌های این آلبوم به شرح زیر است:
| #  | عنوان                    | مدت ترانه | هنرمند                                            | تهیه‌کننده              |
| -- | ------------------------ | --------- | ------------------------------------------------- | ---------------------- |
| ۱  | «رینگ رینگ»              | ۳:۲۶      | برسا کریتینگ کیک                                  | نیک مورگان، سام گیبسون |
| ۲  | «ماما میا»               | ۳:۵۰      | تری‌دیز                                            | تکس هادسون             |
| ۳  | «ملکه رقصان»             | ۴:۴۴      | گاراژلند                                          | کریس سینکلر            |
| ۴  | «واترلو»                 | ۲:۵۰      | دیوید کیلگور و رابرت اسکات (با نام کلاث)          | تکس هادسون             |
| ۵  | «عشق من، زندگی من»       | ۳:۴۳      | بایک                                              | دیوید کاونتری          |
| ۶  | «هانی، هانی»             | ۴:۱۶      | لاوز آگلی چیلدرن                                  | تکس هادسون             |
| ۷  | «سوپر تروپر»             | ۴:۱۷      | هدلس چیکنز                                        | اَنگس مک‌ناتون           |
| ۸  | «پول، پول، پول»          | ۴:۳۲      | چاگ                                               | تکس هادسون             |
| ۹  | «شناختن خودم، شناختن تو» | ۳:۵۸      | سوپریت                                            |                        |
| ۱۰ | «وقتی معلم را بوسیدم»    | ۳:۱۱      | مجیک هدز                                          | استیون کیلروی          |
| ۱۱ | «سرزمین گرمسیری عشق»     | ۲:۳۴      | مارتین فیلیپس (با نام مارتین و مون‌داگز)           |                        |
| ۱۲ | «اس‌اواس»                 | ۳:۲۶      | ایبل تاسمانس                                      | تکس هادسون             |
| ۱۳ | «هدف اساسی»              | ۴:۲۷      | شین کارتر و فیونا مک‌دانلد (با نام شین و فیفی '۹۵) | نیک اَبوت               |
| ۱۴ | «حالا حالاها»            | ۵:۱۲      | تال دوارفز                                        | کریس ناکس              |